# Sara Carlsson
Sara Carlsson (26 de diciembre de 1986) es una deportista sueca que compitió en curling. Ganó una medalla de oro en el Campeonato Mundial de Curling Femenino de 2011.

## Palmarés internacional
| Campeonato Mundial | Campeonato Mundial  | Campeonato Mundial | Campeonato Mundial |
| Año                | Lugar               | Medalla            | Prueba             |
| ------------------ | ------------------- | ------------------ | ------------------ |
| 2011               | Esbjerg (Dinamarca) | Medalla de oro     | Equipo             |